# Ludowe Zespoły Sportowe
Ludowe Zespoły Sportowe – polskie zrzeszenie grupujące kluby sportowe działające w małych miejscowościach, głównie na wsiach. Statutowym celem LZS jest upowszechnianie i rozwijanie kultury fizycznej i sportu. LZS jest członkiem ISCA – Międzynarodowego Stowarzyszenia Sportu i Kultury.

## Historia

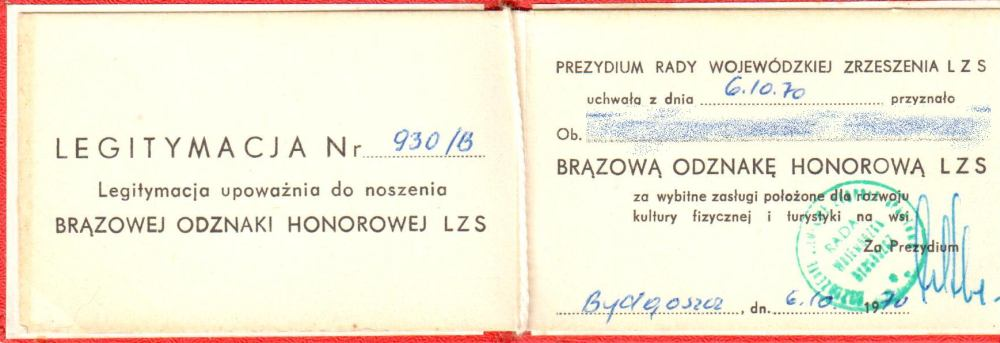
Przykładowa legitymacja wydana przez Ludowe Zespoły Sportowe w 1970

Pierwszy LZS założono w 1946 we wsi Czarnowąsy w dzisiejszym województwie opolskim. Początkowo LZS podlegał Inspektoratowi Wychowania Fizycznego i Sportu przy Zarządzie Głównym Związku „Samopomoc Chłopska”. Jeszcze przed 1950 w wyniku szybkiego rozwoju ruchu Ludowych Zespołów Sportowych utworzono struktury wojewódzkie i powiatowe. Przy Samopomocy Chłopskiej natomiast istniały rady sportu wiejskiego. Ówczesny regulamin LZS tak definiował cele organizacji: 

„LZS prowadzi działalność w zakresie wychowania fizycznego i sportu, organizuje dla tego celu ludność wsi, popularyzuje wf i sport na terenie swej gromady i podnosi poziom społeczny i kulturalny swych członków, w myśl wytycznych programowych Głównej Rady Sportu Wiejskiego."

 LZS podjęły ścisłą współpracę ze Związkiem Młodzieży Wiejskiej.
W 1976 zrzeszenie LZS zostało odznaczone Orderem Sztandaru Pracy II klasy.

## Współczesność
Dziś struktury organizacyjne LZS nie działają już tylko na terenach wiejskich. W małych, średnich i dużych miastach Polski działają kluby zrzeszone w LZS. Obecnie struktura organizacyjna zaczyna się na Gminnym Zrzeszeniu LZS przez powiatowe, wojewódzkie a skończywszy na szczeblu ogólnopolskim. LZS jest organizatorem wielu imprez sportowych dla niepełnosprawnych.
LZS posiada Centralny Ośrodek Szkolenia w Mielnie oraz 4 ośrodki szkoleniowo-wypoczynkowe: w Ręcznie (woj. łódzkie), Opolu, Nowej Bystrzycy i Pile.
Organem prasowym zrzeszenia LZS są „Wiadomości Sportowe”.

## Przewodniczący Rady Głównej LZS
Przewodniczącymi RG LZS byli kolejno:
- 1948-1949: Kazimierz Kafarski
- 1949-1952: Mieczysław Bodalski
- 1952-1953: Tadeusz Strzałkowski
- 1953-1955: Józef Ozga-Michalski
- 1955-1965: Jan Zajdel
- 1965-1967: Kazimierz Barcikowski
- 1967-1972: Zdzisław Kurowski
- 1972-1979: Tadeusz Haładaj
- 1979-1981: Leon Kłonica
- 1981-1990: Waldemar Świrgoń
- 1990-1996: Wacław Hurko
- 1996-2012: Roman Jagieliński[4]
- 2012-2021: Władysław Kosiniak-Kamysz
- 2021-: Mieczysław Baszko[5]